# 파일 크기
파일 크기(File-)는 컴퓨터 파일의 크기를 측정한다. 보통 바이트로 측정된다. 파일을 저장할 때 쓰이는 디스크 공간의 실제 범위는 파일 시스템에 따라 다르다.
최대 파일 크기는 크기 정보를 저장하기 위해 남겨진 비트의 수에 따라 달라진다. 이를테면, FAT32의 경우 파일 한 개의 크기가 4 기가바이트를 초과할 수 없다.

## 파일 크기 단위
| 이름       | 기호 | 2진 측정값 | 10진 측정값 | 바이트 수                         | 같은 값      |
| ---------- | ---- | ---------- | ----------- | --------------------------------- | ------------ |
| 키로바이트 | KB   | 210        | 103         | 1,024                             | 1,024 바이트 |
| 메가바이트 | MB   | 220        | 106         | 1,048,576                         | 1,024KB      |
| 기가바이트 | GB   | 230        | 109         | 1,073,741,824                     | 1,024MB      |
| 테라바이트 | TB   | 240        | 1012        | 1,099,511,627,776                 | 1,024GB      |
| 페타바이트 | PB   | 250        | 1015        | 1,125,899,906,842,624             | 1,024TB      |
| 엑사바이트 | EB   | 260        | 1018        | 1,152,921,504,606,846,976         | 1,024PB      |
| 제타바이트 | ZB   | 270        | 1021        | 1,180,591,620,717,411,303,424     | 1,024EB      |
| 요타바이트 | YB   | 280        | 1024        | 1,208,925,819,614,629,174,706,176 | 1,024ZB      |

## 같이 보기
- 정보의 단위
- SI 접두어